# Zospeum
Zospeum ist eine Gattung winziger, ausschließlich in Höhlen lebender Schnecken, die zu den Zwerghornschnecken (Carychiidae) innerhalb der Lungenschnecken (Pulmonata) gezählt werden. Aufgrund ihrer geringen Größe, werden sie auch (nicht-systematisch) als Mikrogastropoden bezeichnet.

## Merkmale
Die rechtsgewundenen Gehäuse sind sehr klein (1 bis 2,5 Millimeter hoch und 0,8 bis 1,5 mm breit) und dünn. Lebendige Tiere besitzen ein transparentes Gehäuse, das nach Tod eine milchig-weiße Farbe erhält. Die Gehäuseoberfläche ist glatt oder mit Spiralstreifen versehen. Die Mündung ist lippig verdickt, mit einem Parietalzahn und zwei Spindellamellen. Die obere Spindellamelle endet auf der Mündungswand.
Die Tiere sind zwar Zwitter, die Befruchtung ist jedoch einseitig, d. h. ein Partner fungiert als Weibchen, der andere als Männchen. Das als Weibchen fungierende Tier bildet den Penis zurück.

## Geographische Verbreitung, Lebensraum und Lebensweise

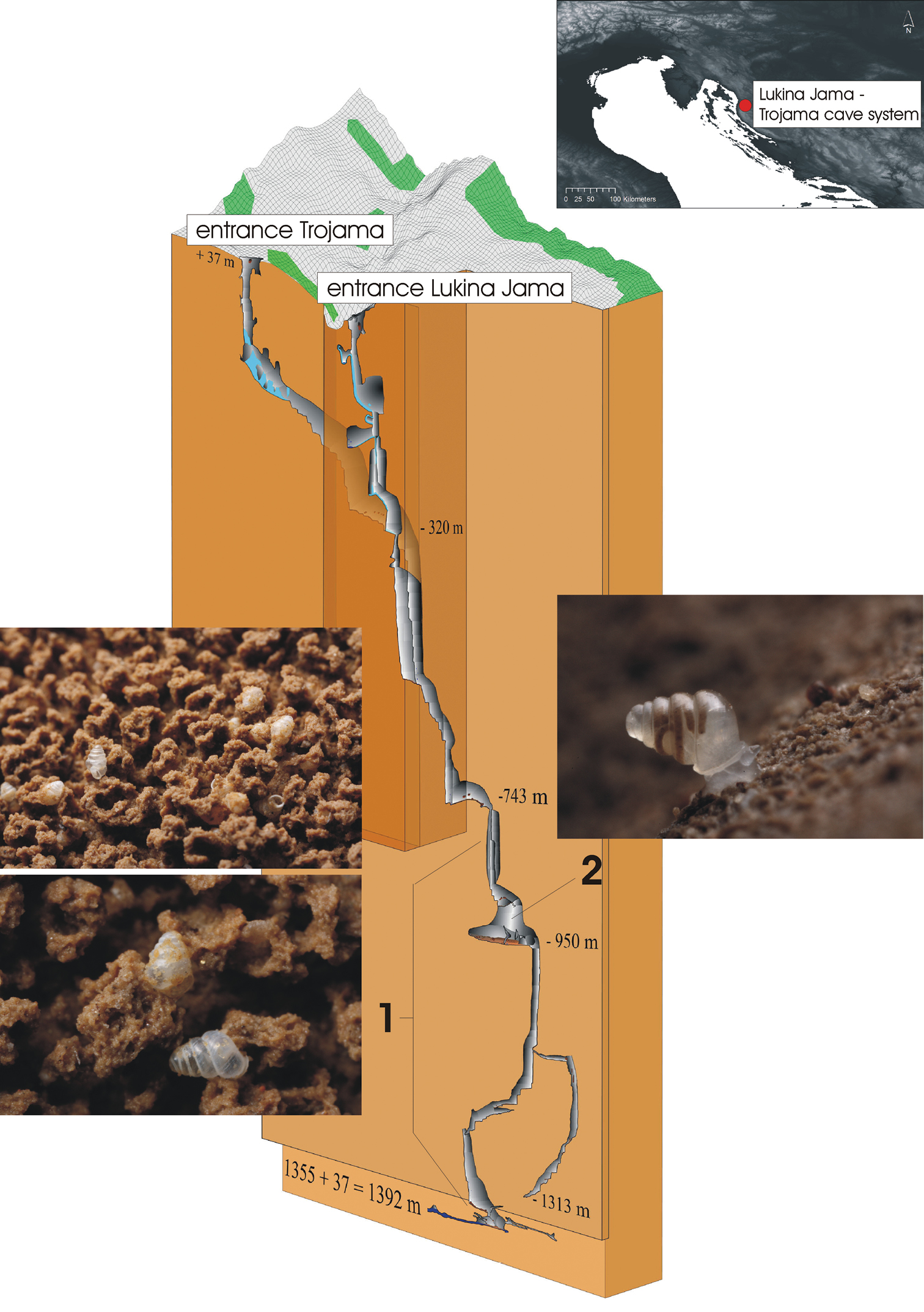
Lebensraum von Zospeum tholussum im Lukina Jama–Trojama Höhlensystem in Kroatien.

Die Vertreter der Gattung Zospeum sind palaearktisch verbreitet; kürzlich gemachte Funde in Höhlen von Südchina und Südkorea erweitern das Areal beträchtlich weiter nach Osten. Vor dieser Entdeckung war das Areal auf Europa beschränkt. Allerdings muss die Zugehörigkeit der asiatischen Funde zu Zospeum noch abgesichert werden.
Die Zospeum-Arten sind ausschließlich Bewohner von Höhlen und unterirdischen Karstspalten. Man findet sie von Meereshöhe bis in 1850 m. Die Tiere leben an den ständig feuchten Höhlenwänden, am Höhlenboden oder auch auf verrottendem Holz. Sie bewegen sich dabei nur etwa 1 bis 15 cm in der Woche, im Durchschnitt etwa 7 mm pro Tag, und dies bei einer Temperatur von zumeist unter 10 °C und einer Luftfeuchtigkeit von 97 bis 100 %.

## Taxonomie und Systematik
Die Gattung wird übereinstimmend zu den Zwerghornschnecken (Carychiidae) gerechnet, die jedoch teils als Familie der Überfamilie Ellobioidea, teils als Unterfamilie der Familie der Küstenschnecken (Ellobiidae) behandelt wird. Die Artenzahl ist derzeit noch unsicher, da es bisher keine moderne, umfassende Revision der Gruppe gibt. Animalbase führt 17 Arten auf, die Fauna Europaea 21 Arten, wobei die Animalbase eine Art auflistet, die bei der Fauna Europaea fehlt. Zudem werden noch mehrere Unterarten unterschieden. Weitere Arten werden in der Mollusc Data Base aufgeführt:
- Gattung Zospeum Bourguignat, 1856
  - Zospeum allegrettii Conci, 1956
  - Zospeum alpestre (Freyer, 1855)
    - Zospeum alpestre alpestre (Freyer, 1855)
    - Zospeum alpestre kupitzense A. Stummer, 1984
    - Zospeum alpestre bolei Slapnik, 1991

  - Zospeum amoenum (Frauenfeld, 1856)
  - Zospeum bellesi Gittenberger, 1973
  - Zospeum biscaiense Gómez & Prieto, 1983
  - Zospeum bucculentum Inäbnit, Jochum & Neubert 2019[6]
  - Zospeum cariadeghense Allegretti, 1944
  - Zospeum clathratum Inäbnit, Jochum & Neubert 2019[6]
  - Zospeum costatum (Freyer, 1855)
  - Zospeum exiguum Kuščer, 1932
  - Zospeum frauenfeldii (Freyer, 1855)
    - Zospeum frauenfeldii frauenfeldii (Freyer, 1855)
    - Zospeum frauenfeldii osolei Slapnik, 1994

  - Zospeum freyeri (F.J. Schmidt, 1849)
  - Zospeum galvagnii Conci, 1956
  - Zospeum globosum Kušcer, 1928
  - Zospeum gittenbergeri Jochum, Prieto & De Winter, 2019[7]
  - Zospeum isselianum Pollonera, 1887[8]
  - Zospeum kupitzense A. Stummer, 1984
  - Zospeum kusceri Wagner, 1912
  - Zospeum lamellatum Bole, 1974
  - Zospeum lautum (Frauenfeld, 1854)
  - Zospeum likanum Bole, 1960
  - Zospeum manitaense Inäbnit, Jochum & Neubert 2019[6]
  - Zospeum obesum (Frauenfeld, 1854)
  - Zospeum percostulatum Alonso, Prieto, Quiñonero-Salgado & Rolán, 2018[9]
  - Zospeum pagodulum Inäbnit, Jochum & Neubert 2019[6]
  - Zospeum praetermissum Jochum, Prieto & De Winter, 2019[7]
  - Zospeum pretneri Bole, 1960
  - Zospeum robustum Inäbnit, Jochum & Neubert 2019[6]
  - Zospeum schaufussi Frauenfeld, 1862[7]
  - Höhlen-Zwerghornschnecke (Zospeum spelaeum (Rossmässler, 1839))
    - Zospeum spelaeum spelaeum (Rossmässler, 1839)
    - Zospeum spelaeum schmidti (Frauenfeld, 1854)

  - Zospeum subobesum Bole, 1974
  - Zospeum tholussum Weigand, 2013[10]
  - Zospeum trebicianum Stossich, 1899
  - Zospeum turriculatum Allegretti, 1944
  - Zospeum troglobalcanicum Absolon, 1916
  - Zospeum vasconicum Prieto, De Winter, Weigand, Gómez & Jochum, 2015[11]
  - Zospeum zaldivarae Prieto, De Winter, Weigand, Gómez & Jochum, 2015[11]

Die Arten sind z. T. sehr schlecht bekannt, die meisten sind nur gehäusemorphologisch definiert. Es ist durchaus möglich, dass sich einige von ihnen als Synonyme erweisen und sich die Anzahl der Arten dadurch reduzieren könnte. Auf der anderen Seite erbrachte die Integration von molekularen Daten die Erkenntnis, dass insbesondere variable und weitverbreitete Zospeum Morphoarten mehrere kryptische Evolutionslinien beinhalten. Viele der Arten sind nur aus einer kleinen geografischen Region oder gar als Höhlenendemiten bekannt.

## Belege